# Halloween: La maledicció de Michael Myers
Halloween: La maledicció de Michael Myers (títol original: Halloween: The Curse of Michael Myers) és una pel·lícula de terror estatunidenca dirigida per Joe Chappelle i estrenada l'any 1995. Aquest llargmetratge forma part de la sèrie de films Halloween. Posa en escena per darrera vegada Donald Pleasence en el paper del doctor Loomis, Paul Rudd en el paper de Tommy Doyle i Marianne Hagan en el de Kara Strode. Després de diversos desacords, Danielle Harris va ser reemplaçada per J. C. Brandy pel paper de Jamie Lloyd. Ha estat doblada al català.

## Argument
El 30 d'octubre de 1995, sis anys després de haver-se evadit d'una comissaria de policia gràcies a la intervenció d'un misteriós home de negre el 31 d'octubre de 1989, Michael Myers es retingut com a ostatge per una secta, com la seva neboda Jamie Lloyd, 15 anys. Aquesta acaba de portar al món el seu fill que la secta compta sacrificar. Aconsegueix escapar-se amb el seu bebè però es morta per Michael Myers. Durant aquest temps, Haddonfield es prepara a passar un 31 d'octubre renunciant a Halloween, celebració sobre la qual planeja l'ombra amenaçadora de Michael. Els Strode (família adoptiva de Laurie Strode) s'han traslladat a casa dels Myers. Tommy Doyle (el noi que Laurie guardava en el primer Halloween) ara adult, Kara Strode (la nova filla de les Strode) i el seu fill Danny, estudien una antiga maledicció que sembla planejar sobre aquest últim. El doctor Loomis deixa la seva jubilació per acorralar de nou l'assassí de Halloween. El temps acuita d'altra banda, perquè després de l'homicidi de Jamie, la còlera de Myers no fa més que créixer. Tots els innocents que es creuaran amb l'assassí de la màscara, com la família Strode i sobretot, els membres de la secta que els han tingut presoners hauran d'afrontar la mort.

## Repartiment
- Donald Pleasence: Dr.Samuel Loomis
- George P. Wilbur: Michael Myers
- Paul Rudd: Tommy Doyle
- Marianne Hagan: Kara Strode
- Devin Gardner: Danny Strode
- Mitch Ryan: Dr. Terence Wynn
- Bradford Anglès: John Strode
- Kim Darby: Debra Strode
- J. C. Brandy: Jamie Lloyd
- Mariah O'Brien: Beth
- Leo Geter: Barry Simms
- Keith Bogart: Tim Strode
- Janice Knickrehm: Mme Blankenship
- Susan Swift: Mary
- Alan Echeverria: Dr. Bonham
- Hildur Ruriks: Dawn Thompson
- A. Michael Lerner: Michael Myers (escenes addicionals)

## Producció
El 1990, el guionista Daniel Farrands, fan de la sèrie des de fa molt temps, es dedica a escriure un guió que explica els divers punts ombrívols del film precedent. Proposa llavors el seu projecte a Moustapha Akkad però després d'una sèrie de batalles jurídiques, els drets de les franquícies són comprats per l'estudi de producció Miramax. La intenció de fer una 6a pel·lícula no es fa esperar, i els estudis comencen a buscar un guionista. Després de diverses temptatives infructuoses, és finalment Dan Farrands escollit per escriure'l. Joe Chappelle és escollit per posar-lo en escena. El film és llavors titulat Halloween 666: The Origin of Michael Myers però la producció el canvia finalment per Halloween: The Curse of Michael Myers. Per restriccions pressupostàries, el guió de Farrands es veu amputat de diverses escenes. El guió no para de ser reescrit per economitzar el pressupost de producció. Desgraciadament, les reescriptures del guió i els conflictes amb els productors acaben per perjudicar la qualitat del film.
Una versió Producer's cut, més pròxima al guió original, fa la seva aparició un temps després de l'estrena del film.
Pel que fa al càsting, Danielle Harris és en principi considerada per la producció per reprendre el paper de Jamie Lloyd. No podent concloure un acord sobre el seu salari i en desacord amb l'homicidi del seu personatge al començament del film, Harris, escollida finalment no pot reprendre el seu paper. És reemplaçada per J. C. Brandy. Tanmateix, es pot encara veure Danielle Harris en forma de Flashback a la versió Producer's Cut del film.
Donald Pleasence reprèn com sempre el seu paper del doctor Loomis. El de l'heroïna és atribuït a Marianne Hagan. El misteriós home en negre és interpretat per Mitch Ryan. Brian Andrews, que interpretava el jove Tommy Doyle als dos primers episodis de Halloween, és en principi considerat per la producció per tornar amb el seu paper adult però no tenint agent artístic, és totalment introbable i el paper és doncs atribuït a Paul Rudd.
- És el sisè film de la sèrie i cinquena i últim episodi enfrontant Michael Myers al metge Sam Loomis. Donald Pleasence no ha mai vist el film acabat perquè va morir molt poc de temps després del rodatge de resultes d'una operació cardíaca. El film d'altra banda li es dedicat. A un periodista qui li va demanar un dia si ell no deixaria mai el paper del Dr. Loomis, Pleasence va respondre irònicament:

| « | Mentre es produirà Halloween, seré a l'empresa. Tinc la intenció d'aparèixer a Halloween 30, si cal | » |

- La cel·la on està tancada Kara cap al fi del film és la número 237, referencia a Shining de Stanley Kubrick.[3]
- El pla dels ulls de Kara que observen el bebè és exactament rodat sota el mateix angle que a Psicosi quan Norman Bates observa Marion Crane que va a la dutxa.
- George P. Wilbur ja havia fet de Michael Myers a Halloween 4.